# Kálmán László (nyelvész)
Kálmán László (Budapest, 1957. november 24. – 2021. október 10.) nyelvész, a nyelvtudomány kandidátusa, tudományos főmunkatárs, az ELTE Bölcsészettudományi Kar Elméleti nyelvészet szakcsoportjának, később Elméleti nyelvészeti tanszékének docense, Kálmán C. György irodalomtörténész testvére. A közéletben elsősorban 2007-ben lett ismert, amikor ellenindítványt nyújtott be a Fidesz–KDNP népszavazási kezdeményezéséhez.

## Életpályája
Középfokú tanulmányait az ELTE Radnóti Miklós Gyakorlóiskolájában végezte francia–orosz tagozaton, és ebben az intézményben tett 1976-ban érettségi vizsgát. Az érettségi után az ELTE Bölcsészettudományi Karán tanult tovább, spanyol nyelv és irodalom szakon, valamint általános és alkalmazott nyelvészet szakon, ahol 1981-ben szerzett diplomát. 1981 és 1983 között a budapesti Filmtudományi Intézet munkatársaként dolgozott, közben tanulmányait folytatta, és 1983-ban bölcsészdoktori diplomát szerzett, majd 1985-ben a Salzburgi Nyári Egyetemen fonológiát hallgatott. 
1984–87 között az MTA Nyelvtudományi Intézetének Tudományos továbbképzési ösztöndíjasa volt. 1986-ban elnyerte a Boursier de la Confédération kutatói ösztöndíját, és egy évet töltött a svájci Genfben. Hazatérése után az MTA Nyelvtudományi Intézete foglalkoztatta 1991-től egészen haláláig. 1991-től ismét külföldön folytatta munkáját docensként Amszterdamban, a számítógépes nyelvészet szakon 1992-ig. 
Alapító tagja, és haláláig vezető oktatója volt az ELTE BTK Elméleti nyelvészet szakcsoportjának (később tanszék), docensi kinevezését 1994-ben nyerte el. 2000 és 2002 között a budapesti Mindmaker Ltd. alkalmazta tudományos főmunkatársként. Ezen irányú tevékenységét a 2003-tól az Applied Logic Laboratory cég keretén belül végezte, de egyetemi oktatói munkáját ezen időszak alatt is folytatta. Ezzel párhuzamosan részt vállalt a Nemzeti Digitális Archívum munkájában a szemantikai munkacsoportjának tagjaként és az Erasmus Kollégium vezető tanáraként. 2005-től az Erasmus Kollégiumi Tanács tagja is volt egyben. 
2004–2008 A Szövegértés-szövegalkotás integrált anyanyelvi tananyag elkészítésének szakmai vezetője Arató Lászlóval együtt. A közoktatás reformját célzó taneszközök EU-s pénzből készültek a suliNova Kht., később pedig az Educatio Kht. (majd Educatio Nonprofit Kft.) égisze alatt. Valóban taneszközökről, és nem pusztán tankönyvekről volt szó: a nagyszabású tervek között interaktív, számítógépes anyagok, multimédiás mellékletek is szerepeltek. Ez nagyon nagy újítás volt minden korábbi tananyaghoz képest. A program mind tartalmában, mind módszertanában radikálisan kívánta megújítani a magyartanítást: minden évfolyam számára hét-nyolc „munkáltató tankönyv” (munkafüzet) készült, minden egyes tanórához tanári útmutatóval, módszertani segédlettel. Jelenleg a Magyartanárok Egyesületének honlapjáról érhetők el a tanulói munkafüzetek és a hozzájuk készült tanári útmutatók. 
A Milestone Intézet Nyelvtudományi szakirányának alapító tagja, és 2016-tól haláláig rendszeres oktatója.  
Szakmai munkájában és tanári pályáján nagymértékben segítette az idegen nyelvekben való jártassága. Anyanyelvén, a magyaron kívül angol, francia, spanyol, holland, német és orosz nyelven tudott kommunikálni. Számítógépes ismeretei kiterjedtek a Unix és a DOS operációs rendszerekre valamint a Lisp, C, C++, Python programnyelvek, továbbá a HTML és a TeΧ leírónyelv ismeretére.
2021. október 10-én reggel Kálmán László testvére, Kálmán C. György bejelentette, hogy az éjszaka folyamán Kálmán László elhunyt: elaludt és többé nem ébredt fel. Halálát tüdőrák és annak agyi áttétele okozta. Néhány nappal később fivére is elhunyt.

## Szakmai érdeklődési területe
Grammatikaelmélet, formális szemantika, analógiás nyelvtanok, számítógépes nyelvészet, konstrukciós nyelvtan, anyanyelvi nevelés és nyelvtudományok.

## Nyelvi ismeretterjesztés
1992–1997-ig a Bartók rádió Muzsikáló reggel c. műsorában Nyelv-ész-érvek címen Nádasdy Ádámmal közösen tartott pár perces előadásokat nyelvészetről. Ezek az előadások jelentek meg később összegyűjtve a Hárompercesek a nyelvről c. könyvükben.
2013–2014-ig a Klubrádióban Neuman Gáborral közösen szerkesztette és vezette az "Egyébként" c. nyelvészeti ismeretterjesztő műsort.
2014-től haláláig Nádasdy Ádámmal együtt szerkesztője volt a Klubrádió Szószátyár című műsorának.
2009–2018 között a Nyelv és Tudomány hírportálon – ahol "A nyelvész majd megmondja" címmel önálló rovata is volt – több, mint 300 írása jelent meg
2017-től haláláig a Qubit állandó szerzője volt. Témái a programnyelvektől a filozófiai, nyelvfilozófiai és a nyelvtanoktatási kérdéseken át a leggyakorlatiasabb nyelvhasználati problémákig terjedtek. Ő volt a Qubit podcastjának első vendége is.

## Oktatói munkája
- Neumann János Számítástudományi Társaság
  - 1988. Unifikációelmélet
  - 1988. Diskurzusreprezentációs elméletek
- Groningeni Nyári Egyetem
  - 1990. Bevezetés a diskurzusreprezentációs elméletekbe
- BME Informatikai Kar
  - 1991. Számítógépes nyelvészet
- Amszterdami Egyetem, Számítógépes Nyelvészet Tanszék.
  - 1991-1992. Diskurzusszemantika, Számítógépes mondatelemzés.
  - 1991-1993. Jelentés és kontextus
- ELTE Romanisztikai Doktori Iskola
  - 2003-2004. Szemantika
  - 2006-2007. Szemantika
- ELTE Angol Nyelvészet BA
  - 2006-2007. Informatika
- ELTE Anglisztika BA, Germanisztika BA, Keleti nyelvek és kultúrák BA, Ókori nyelvek és kultúrák BA, Romanisztika BA, Szabad bölcsészet Szlavisztika BA.
  - 2006-2008. Bevezetés a nyelvtudományba
- MTA-ELTE Elméleti Nyelvészet Szakcsoport
  - 1989-1990. Nem-lineáris fonológia
  - 1990- Dinamikus szemantika
  - 1990- Terepmunka, magyar, beás, siketek jelnyelve
  - 1990- Számítógépes ismeretek, (Lisp, TeX, C)
  - 1993-1997. Diskurzus-szemantika
  - 1993- Formális szemantika
  - 1993- Konstrukciós nyelvtan
  - 2000- Magyar leíró nyelvtan
  - 2000- A nyelvészet területei
  - 2000- Számítógépes nyelvészet
  - 2000- Számítógépes lexikon-modellek
  - 2004- A formális szemantika logikai alapjai
  - 2004- Beás leíró nyelvtan[11]
  - 2006- Bevezetés a nyelvtudományba | Bevezetés a nyelvtudományba (2., bővített kiadás)
  - 2006- Informatika

## Könyvek
- A Lisp programozási nyelv; Műszaki, Bp., 1989; szerkesztők: Zimányi M., Kálmán L. és Fadgyas T. ISBN 9631081834[12]
- Kálmán László–Nádasdy Ádám: Hárompercesek a nyelvről; Osiris, Bp., 1999 (Osiris könyvtár Nyelvészet)
- Magyar leíró nyelvtan. Mondattan I. Budapest, 2001. Szerkesztette: Kálmán László
- Kálmán László–Rádai Gábor: Dinamikus szemantika; Osiris, Bp., 2001 (Osiris könyvtár Tertium non datur)
- Konstrukciós nyelvtan, Tinta Könyvkiadó, Budapest, 2001. ISBN 9638609079[13]
- Kálmán László-Trón Viktor-Varasdi Károly, Lexikalista elméletek a nyelvészetben, Tinta Könyvkiadó, Budapest, 2002. ISBN 9639372293
- Kálmán László és Trón Viktor: Bevezetés a nyelvtudományba, Tinta Könyvkiadó, Budapest, 2005. ISBN 9789637094651
- Magyar nyelv; szerk. Kálmán László, Kerner Anna; Raabe, Bp., 2006 (Tanári kincsestár)
- Kálmán László–Trón Viktor: Bevezetés a nyelvtudományba; 2. bőv. kiad.; Tinta, Bp., 2007 (Segédkönyvek a nyelvészet tanulmányozásához, 48.)
- Papers from the Mókus conference; szerk. Kálmán László; Tinta, Bp., 2008 (Segédkönyvek a nyelvészet tanulmányozásához, 84.)
- Orsós Anna–Kálmán László: Beás nyelvtan; MTA Nyelvtudományi Intézete–Tinta, Bp., 2009 (Segédkönyvek a nyelvészet tanulmányozásához, 97.)

## Interjúk
- Kálmán László, a nyelvész, 2007. július 12.
- Kálmán László internetes obstrukciója, 2007. július 13.
- „Kritikámat a gyakorlatba is átültettem” Archiválva 2007. július 24-i dátummal a Wayback Machine-ben, 2007. július 19.
- Interjú a Klubrádió Klubdélelőtt c. műsorában (mp3), 2007. szeptember 15. (Hozzáférés: 2010. október 27.)[halott link]
- Kálmán László: a nyelvművelés áltudomány, 2009. augusztus 5.
- Csúsztatás miniszter-módra, 2009. október 12.
- Kövér mondatok: Értelmezhetetlen kifejezések, Népszabadság, 2009. október 16.
- Helyesírási válsághelyzet, ATV Start Plusz, 2015. szeptember 30.
- Kálmán László és Ungvári Tamás, ATV Egyenes Beszéd, 2018. augusztus15.
- Lehet-e trágár egy újságíró? ATV Start, 2018. június 11.
- Széltében és hosszában gondolkodás. Vírus Klub, 2019. május 20.
- Kálmán László és Varga Vencel. Corporation Z, 2019. december 18.
- A tudás (és a) hatalom: Kálmán László nyelvész, a hazai nyelvpolitikáról, Tilos Rádió, 2020. január 7.
- Bóta Café: Kálmán László, FIX TV, 2020. február 15.
- Vesztébe megy a magyar tudomány, Qubit Podcast, 2020. szeptember 30.
- Nem adjuk fel, Klubrádió, Reggeli személy, 2020. október 2.
- Áltudományos, szexista kijelentéseket tartalmaz a 11. osztályos tankönyv, ATV, Egyenes Beszéd, 2021. január 6.
- A helyesírás a homogén északi fehér férfiak elitizmusa? Klubrádió, Reggeli személy, 2021. április 16.

## További videós és egyéb média megjelenések
- Kálmán László: Van-e lényeg a felszín alatt? Szabad Egyetem, Szeged, 2013. január 4.
- Kálmán László: Mi a szabályos és mi a szabálytalan? Játssz nekem egy bluest, Debreceni Egyetem Társas Kognitív Nyelvészeti Kutatócsoportjának előadás-sorozata, 2013. március 25.
- Kálmán László: Paradigma(vissza)váltás a nyelvészetben?, Értékmegőrző Szabadegyetem, ELTE BTK Gólyavár, 2013. április 19.
- Kálmán László: Argumentumszerkezet: Lexikai szabályok, vagy konstrukciók? Előadás a Nyelvtudományi Kutatóközpontban, 2014. március 6.
- A Kálmán László és Nádasdy Ádám közreműködésével készült Szószátyár c. rádióműsor adásai (2016-2021)